# آرثر الثاني، دوق بريتاني
آرثر الثاني  (25 يوليو 1261 - 27 أغسطس 1312)؛ كان دوق بريتاني منذ 1305 حتى وفاته، هو الابن البكر لـ جان الثاني، دوق بريتاني وبياتريس من إنجلترا ابنة هنري الثالث ملك إنجلترا وإليانور دي بروفانس، هو عضواً في أسرة درو الذي ينتهي نسبها عند لويس السادس ملك فرنسا، أصبح شقيقه الأصغر جان، إيرل ريتشموند، حكم آرثر دوقيته مستقلاً عن التاج الفرنسي.

## الزواج والأبناء
- تزوج آرثر أولا في 1275 من ماري، فيكونتسية ليموج ابنة غي السادس، فيكونت ليموج؛[1][2] انجبت له ثلاثة أبناء:-

1. جان الثالث، دوق بريتاني (8 مارس 1286 - 30 أبريل 1340)؛ خلف والده. [1]
2. غي، كونت بينثفير (1331-1287)؛ [1] كان والد جوانا دي بينثفير مدعية الدوقية بعد وفاة عمها.
3. بيير، سير دول-كومبورغ (1312-1289). [1]

- توفيت ماري في 1291، تزوج آرثر في 1292 من يولاندا دي درو[3] التي كانت من خلال زواجها الأول ملكة اسكتلندا؛[4] انجبت له ستة أبناء:-

1. جان؛ ولد في 1294؛ أصبح كونت مونتفورت،[3] وأيضا ادعى بريتاني بعد وفاة شقيقه.
2. بياتريس؛ ولدت في 1295؛ تزوجت من غي العاشر دي لافال.
3. جوان؛ ولدت في 1296؛ تزوجت من روبرت[5] ابن روبرت الثالث، كونت فلاندرز.
4. أليس (حوالي.1297 - 1377)؛ تزوجت من بوشار السادس دي فوندم.
5. بلانش؛ ولدت حوالي.1300، توفيت وهي صغيرة.
6. ماري؛ ولدت في 1302، دخلت الدير.